# Villa Il Pozzino

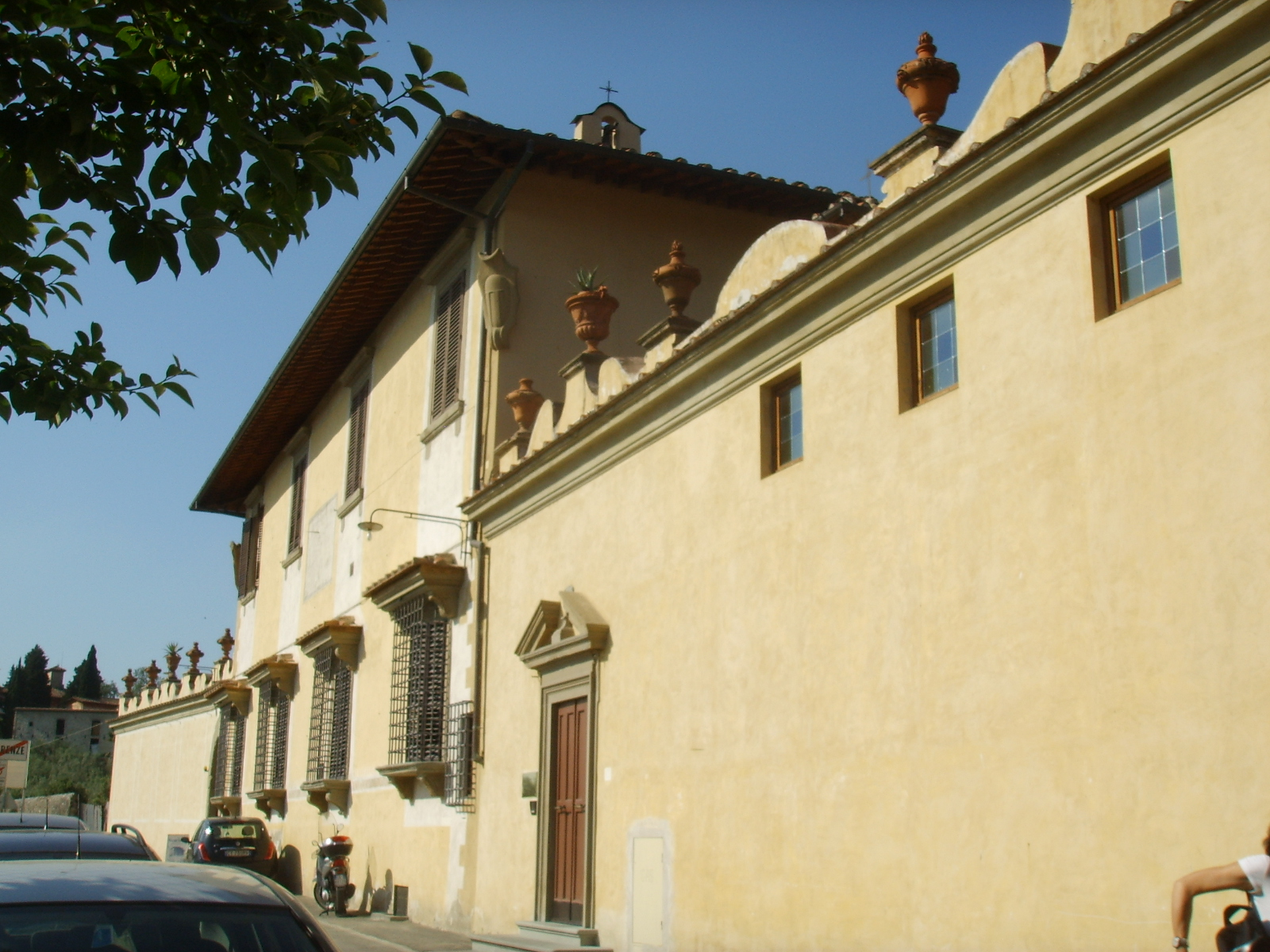
Villa Il Pozzino

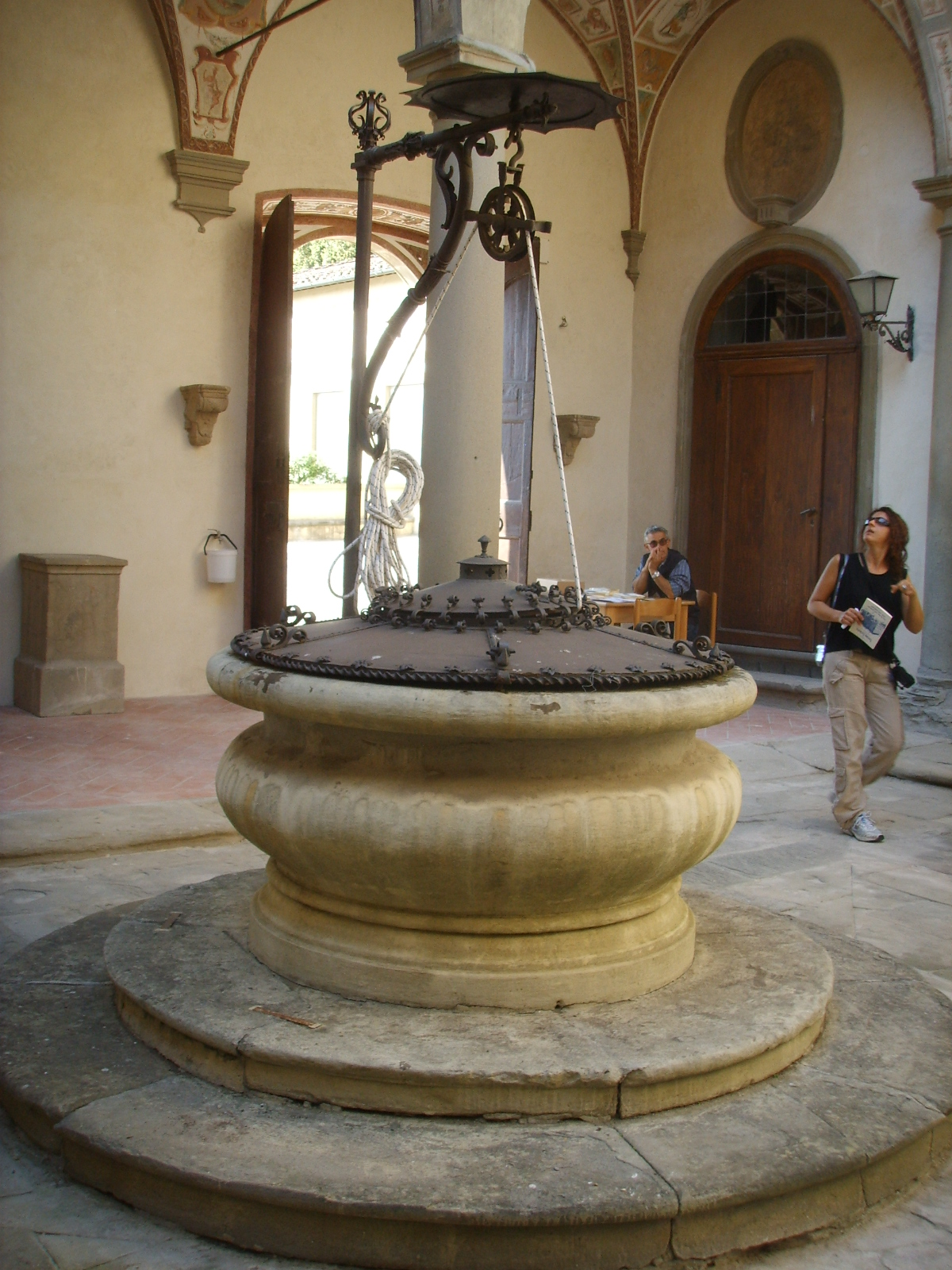
Il "pozzino" nel cortile

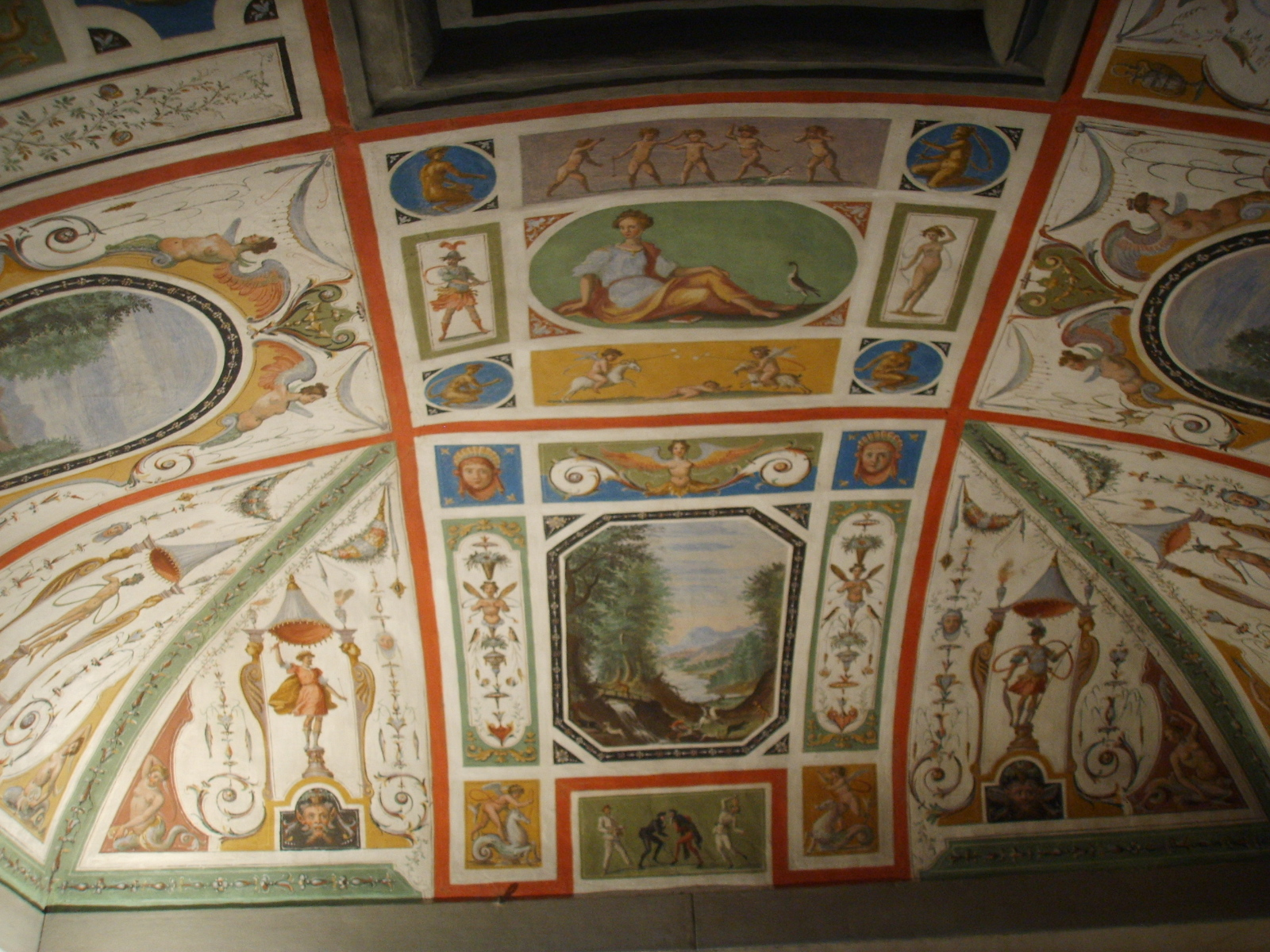
Affreschi a grottesche in una stanza interna, un tempo forse studiolo

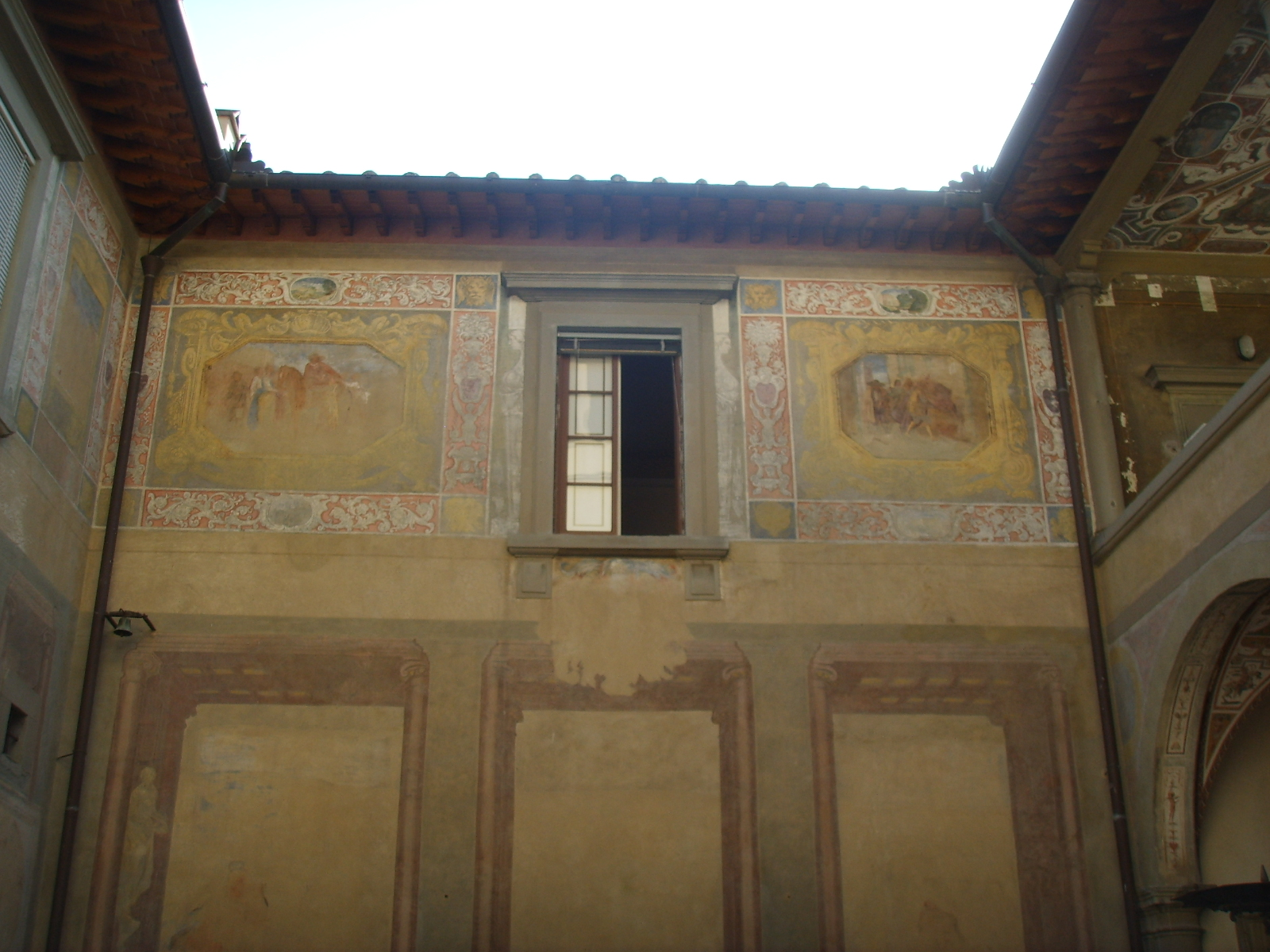
Affreschi di Giovanni da San Giovanni nel cortile, lato sud

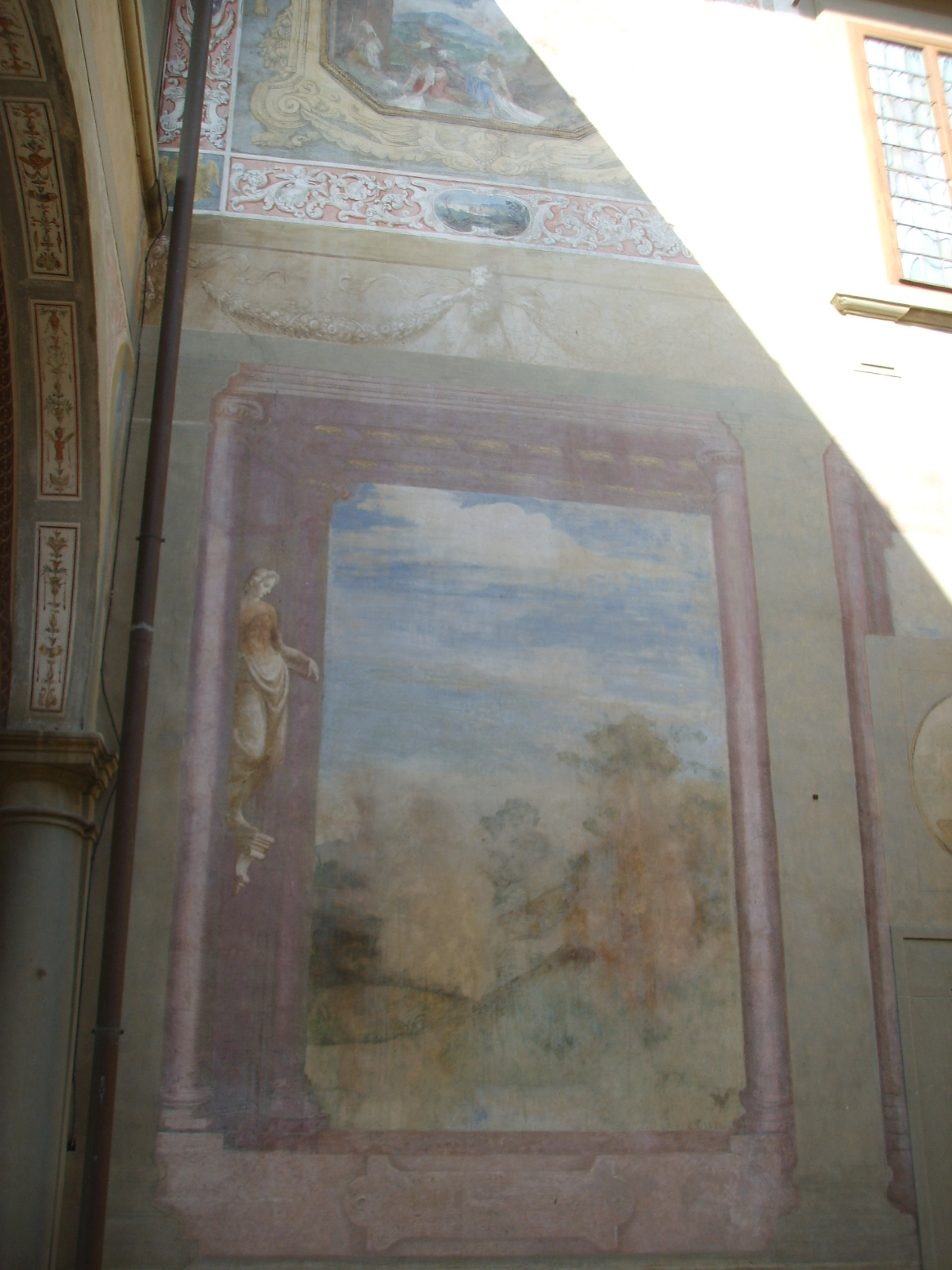
Affreschi di Giovanni da San Giovanni nel cortile, lato nord

Villa il Pozzino è una villa sulle colline di Firenze situate in via Giovanni da San Giovanni 12 (zona Castello).

## Storia
Il nome della villa deriva dal pozzo situato nel cortile interno della villa, che venne costruita in una data imprecisata verso il XV secolo, come testimonia una menzione citata dal Carocci, dei primi anni di quel secolo.
Nata come fattoria fortificata dotata di torre (elemento tuttora esistente e databile forse al XIII secolo), appartenne ai Carnesecchi poi passò al medico montepulcianese Maria Carlo Galgani nel 1576, che la vendette dieci anni dopo ai figli di Zanobi Grazzini. L'aspetto attuale della villa risale soprattutto agli interventi della famiglia Grazzini, che la fece ristrutturare entro il 1620. Le grottesche dell'altana e del cortile vennero commissionate nel 1619 al pittore di Castello Pietro Salvestrini, mentre le pitture sulle pareti del cortile a Giovanni da San Giovanni, pittore di corte che aveva lavorato anche a villa La Quiete, documentate fino al 1630. 
Dalla documentazione sulle pitture si è anche cercato di datare l'ampliamento e decorazione del resto della villa, che dovrebbe risalire all'epoca di Giovan Francesco Grazzini, negli anni immediatamente a cavallo tra il Cinque e il Seicento.
Dai Grazzini la villa passò in via ereditaria ai Bartolini-Baldelli, poi ai Mori Ubaldini-Alberti. Passata nel Novecento all'avvocato Alessandro Luci e al sig. Gilli, oggi è di proprietà dell'Istituto Antoniano Femminile dal 1946, il quale vi tiene una struttura di accoglienza per minori accompagnati e non.

## Descrizione
La villa si trova in una zona ricca di insediamenti rurali con aspirazioni monumentali, confinando direttamente a est con il giardino della villa di Castello.
La planimetria è piuttosto semplice, con un blocco unico articolato attorno a un cortile centrale, un giardino murato verso est (verso il quale si protende un braccio della villa)  e un più ampio parco all'italiana a ovest, mentre sul lato nord esiste ancora, sebbene ridimensionata rispetto all'antico, una zona boscosa detta "selvatico".
La facciata dà su una strada che congiunge Quarto a Quinto, e presenta un alto muro di cinta decorato da urne in terracotta, statue e graffiti ornamentali frammentari. Al piano terreno si trovano finestre inginocchiate, con un mensolone di pietra ed una decorazione a bassorilievo che riproduce foglie d'acanto, mentre il primo presenta delle cornici architravate più semplici. 
Sul lato verso il giardino all'italiana spicca una torre inglobata nell'edificio principale, più antica, forse duecentesca, sulla quale si apre oggi un'altana sostenuta da colonnine con capitelli tuscanici e volute in stile ionico. Un'altana caratterizza a un livello inferiore anche il corpo di fabbrica ovest sul cortile, dove spicca il soffitto decorato a mirabolanti grottesche con scene mitologiche e agresti, opera di Piero Salvestrini (1597), che nella zona aveva già decorato la villa Franceschi e la villa il Casale.
Il cortile è invece decorato dalle pitture di Giovanni da San Giovanni (1630), in parte irrimediabilmente compromesse, che raffigurano Satiri, ninfe e scene campestri, con citazioni letterarie e vernacolari secondo la moda dell'epoca. I pannelli inferiori (forse a monocromo) sono completamente perduti, tranne il riquadro sotto la finestra, quelli centrali sono quasi del tutto spariti, tranne la cornice a colonne (frutto quasi certamente di restauri) e qualche brano soprattutto sul lato nord, mentre quelli superiori presentano ancora oggi una certa leggibilità, sebbene molto compromessa. 
Sulla parete nord si incontrano:
- Cartella con iscrizione in versi, Satiro e Mirtillo, a sinistra in basso (riquadro perduto)
- Ninfa Corisca e un satiro, a sinistra
- Quattro ninfe che lavano i panni insidiate da un satiro, a sinistra in alto
- Apollo assiso con lo stemma Grazzini, sopra la porta al centro
- Giudizio di Re Mida nella contesa tra Apollo e Marsia, a destra in basso (riquadro perduto)
- Apollo che scortica Marsia, a destra
- Marsia travestito da Enone con satiri e ninfe, a destra in alto

La parete est, quella principale perché opposta all'ingresso, era decorata da:
- Personificazioni di Primavera e Estate, a sinistra sopra la porta
- Giovane contadino derubato dalle zingare, in alto a sinistra
- Trionfo di Galatea, al centro
- Polifemo che ha ucciso Aci per conquistare Galatea, al centro in basso (riquadro perduto)
- Ritorno dei cacciatori, al centro in alto
- Personificazioni di Autunno e Inverno, a destra sopra la finestra inginocchiata
- Invito al silenzio, sotto la finestra
- Scuola di canto con caramogi, a destra, sulla porta delle cucine
- Rissa (tre donne che si accapigliano divise da una vecchia e due ragazzi che fanno a pugni), in alto a destra

Completano la decorazione di questo lato due nicchie a fianco del portale, nello stile di Bernardo Buontalenti, con mascheroni creati da mosaici con ciottoli, pietre spugnose e conchiglie.
La parete sud:
- Psiche con la lucerna che spia Amore, a sinistra (scena perduta)
- L'Asino d'oro che raglia con Amore e Psiche, al centro (scena perduta)
- Olimpia, abbandonata da Birreno, a destra (scena perduta)
- Marina con allegoria della Pittura e quattro suoi amorini, in basso (scena perduta)
- Fanciulle che fermano un cavaliere, in alto a sinistra
- Villano arrestato dalle guardie ("birri") per aver orinato in una strada di città (ambientata in via dei Calzaiuoli con lo sfondo della Cupola di Santa Maria del Fiore e del Campanile di Giotto), in alto a destra

### Interno
Le stanze al primo piano hanno varie decorazioni ad affresco, in particolare una piccola stanza adibita oggi a salottino con la bassa volta coperta da grottesche, fortse anticamente uno studiolo. La stanza principale del salone invece conserva un pregevole camino in pietra serena scolpita e grottesche nelle strette superfici degli spessori delle finestre e del portale.

### Giardino
Il giardino di ponente è decorato da un grande ninfeo-grotta artificiale che si inserisce in un edificio, l'ampia ex-limonaia, che fa anche da quinta alle aiuole geometriche. Delle sculture originarie restano solo i mascheroni delle fonti esterne.
Il giardino murato a levante ha una grande fontana a muro decorata da mosaici in ciottoli e pietre spugnose, con motivi a grottesche tipiche del manierismo.

## Altre immagini

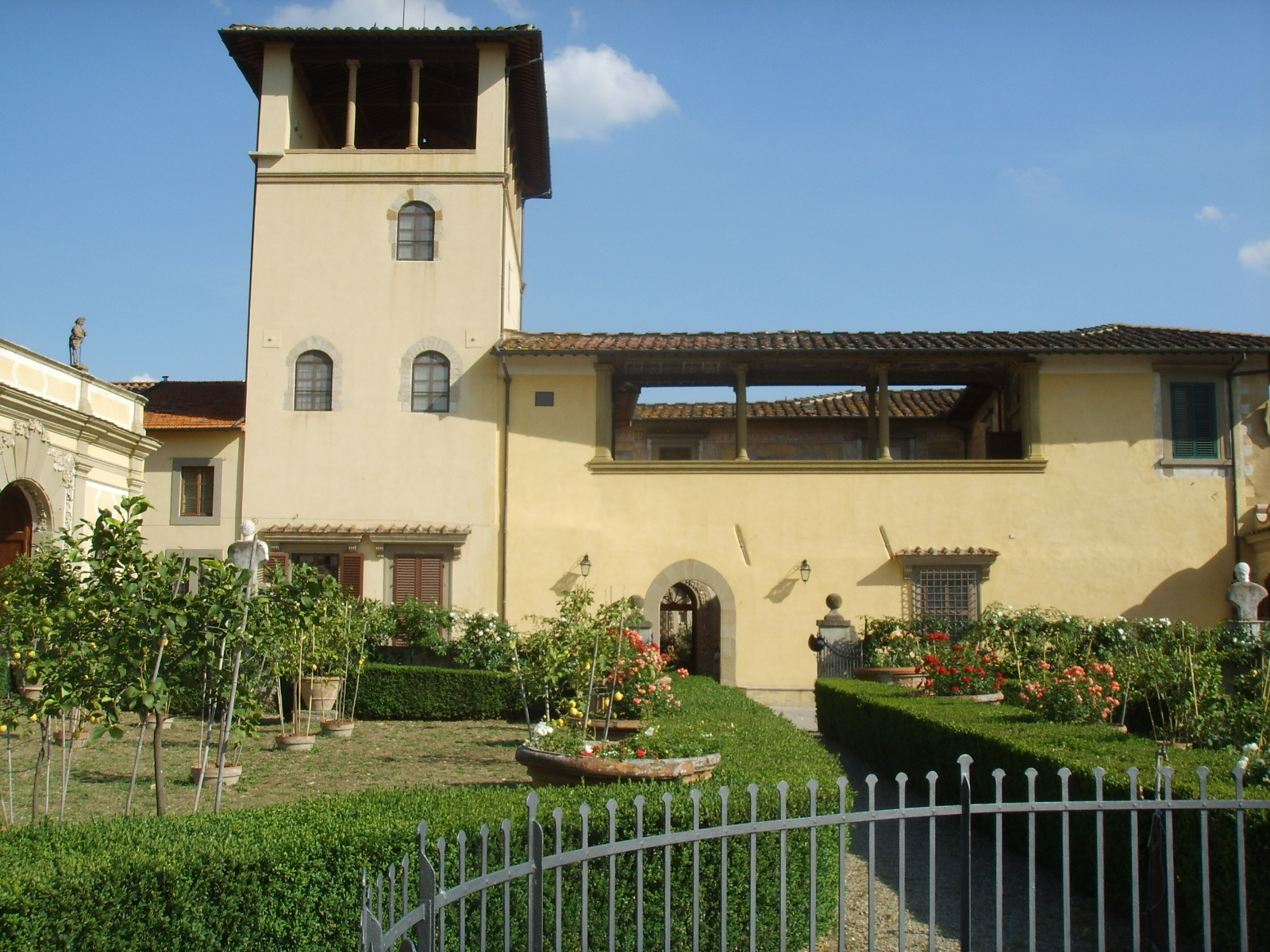
Veduta laterale con il torrino
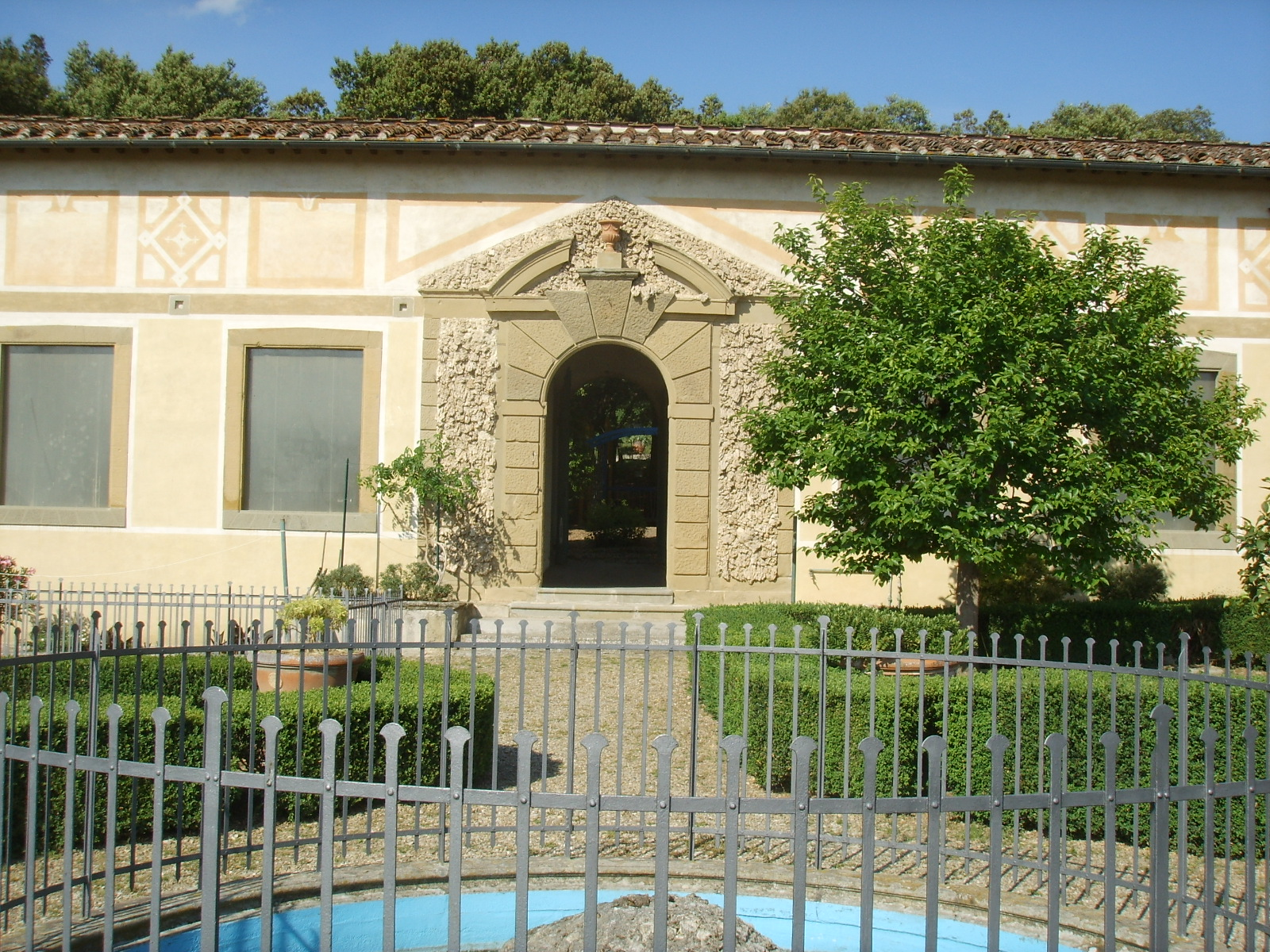
Il giardino
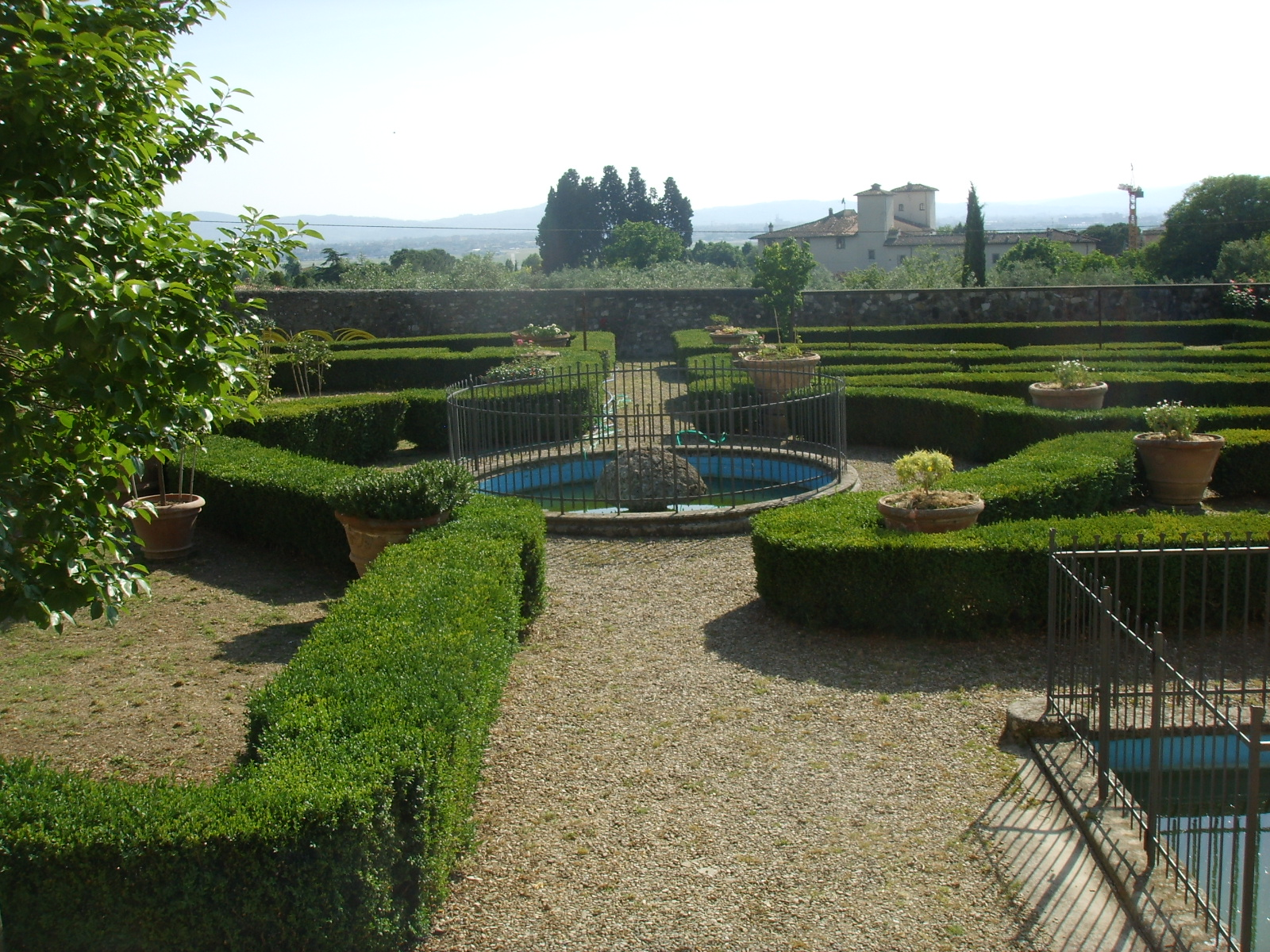
Giardino all'italiana
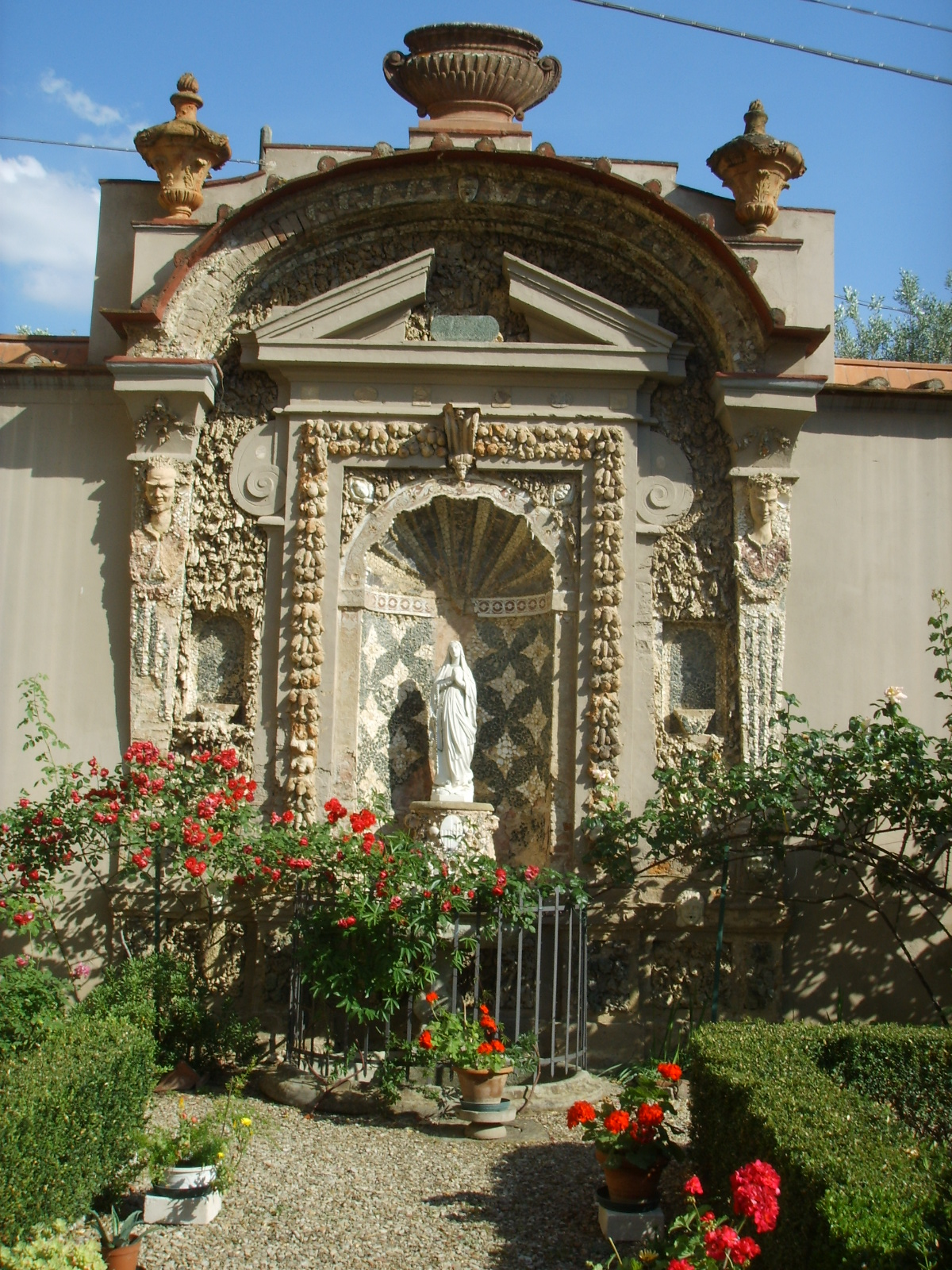
La fontana a muro
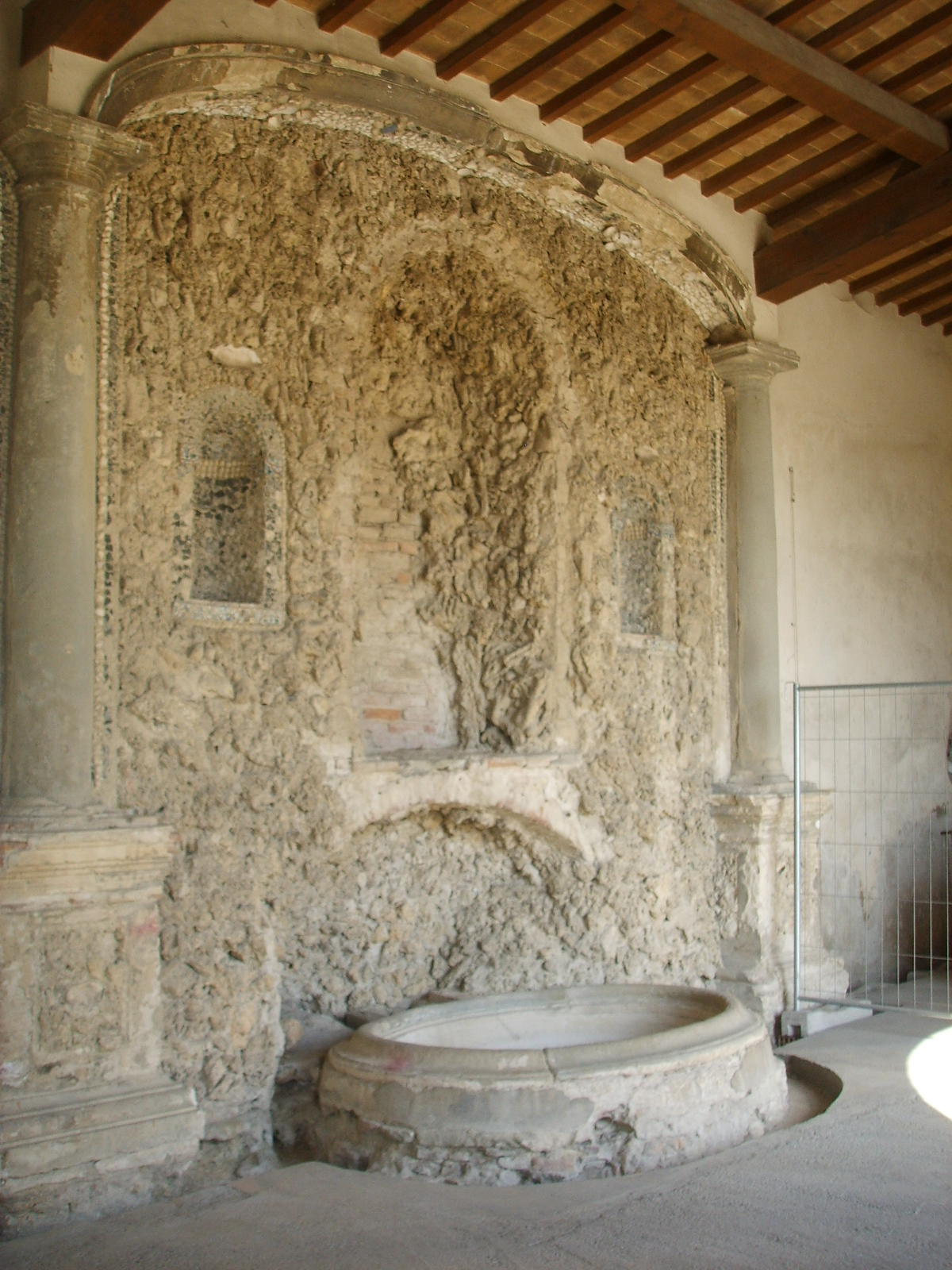
La grotta
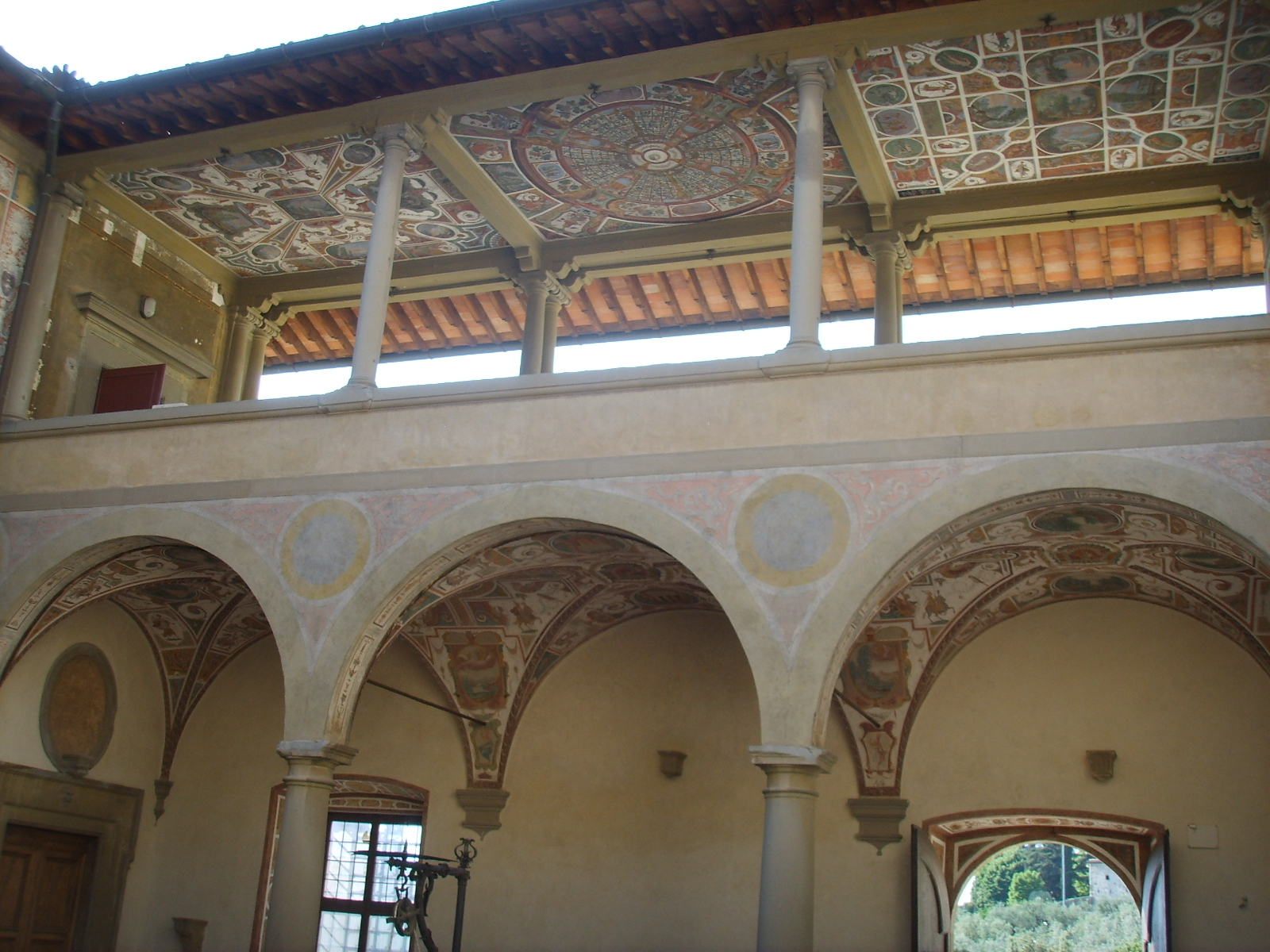
La loggetta con le grottesche
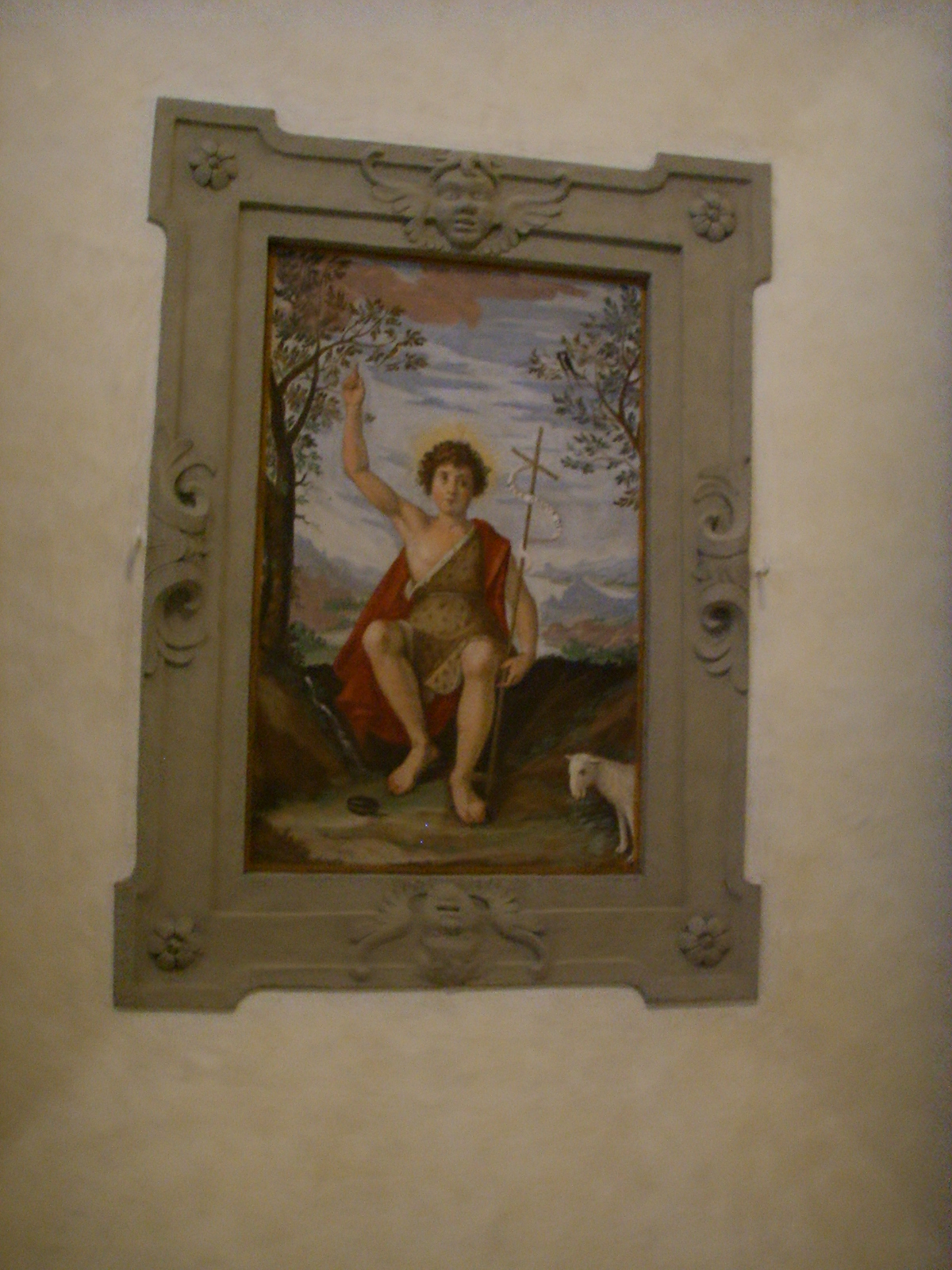
affresco con San Giovannino
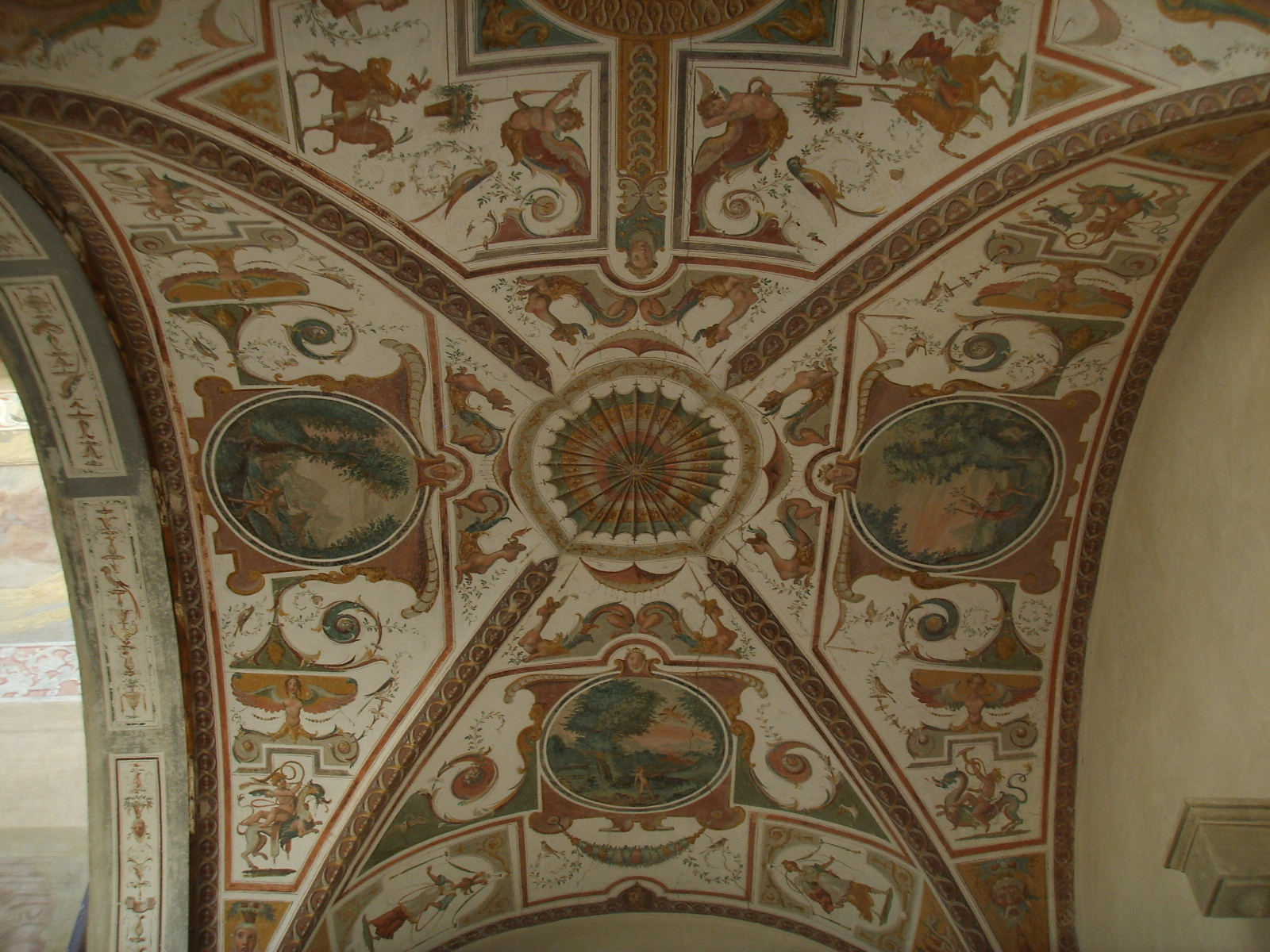
Grottesche nel cortile